# Kozilo
Kozilo (en serbe cyrillique : Козило) est un village de Serbie situé dans la municipalité de Vlasotince, district de Jablanica. Au recensement de 2011, il comptait 6 habitants.

## Démographie
| 1948 | 1953 | 1961 | 1971 | 1981 | 1991 | 2002 | 2011 |
| ---- | ---- | ---- | ---- | ---- | ---- | ---- | ---- |
| 203  | 220  | 215  | 126  | 62   | 27   | 8    | 6    |

|  |